# Mișcarea social-politică „Forța Nouă”
Mișcarea social-politica „Forța Nouă” este un partid politic minor de centru-stînga din Republica Moldova, creat pe 28 mai 1997.

## Rezultate

### Alegeri parlamentare
La alegerile parlamentare din 1998 a făcut parte din Blocul electoral „Pentru o Moldovă Democratică și Prosperă”, obținând 1 mandat de deputat.
La alegerile parlamentare din 2001 a făcut parte din Alianța Braghiș, obținând 1 mandat de deputat. La scrutinul parlamentar din 2005 n-a participat.

### Alegeri locale generale
La alegerile locale generale din 1999 a făcut parte din Blocul electoral „Alianța Centristă din Moldova” (BeACM) și a obținut: 64 mandate de consilier în consiliile județene și consiliul mun. Chișinău (20,51%); 1.214 mandate de consilier în consiliile municipale, orășenești și sătești/ comunale (19,89%); și 93 de mandate de primar (14,78%).
La alegerile locale generale din 2003 a participat de sine-stătător și a obținut 2 mandate de consilier în consiliile orășenești și sătești/ comunale (0,02%).
La alegerile locale generale din 2011 a participat ca parte componentă a Blocului electoral „Forța a treia” (BeFT) și a obținut: 2 mandate de consilier în consiliile raionale și municipale (0,18%); 39 de mandate de consilier în consiliile orășenești, municipal Comrat și sătești/ comunale (0.37%); 1 mandat de primar (0,11%).